# Météorologie de la montagne
La météorologie de la montagne est un sujet complexe car les montagnes (ou collines) bloquent la circulation générale des masses d'air et engendrent des modifications significatives du temps local par rapport au temps en plaine en amont. Ainsi, en France, par flux de nord-ouest, le temps peut être beau et frais en plaine (après que la traîne s'est affaissée) tandis qu'en montagne, de gros cumulus se formeront, bloquant la masse d'air post-frontale et déclenchant des giboulées de neige. Réciproquement, par régime de sud-ouest annonçant l'arrivée d'un front chaud, le temps peut être pluvieux en plaine tandis qu'en montagne, le temps est « splendide » (mais pour ne pas durer) à cause d'un effet de fœhn.
Les massifs montagneux génèrent également des différences climatiques significatives à quelques kilomètres de distance, de sorte que la végétation et le temps peuvent varier considérablement d'un versant à l'autre. La montagne est aussi un lieu d'activités privilégié pour les alpinistes et randonneurs. Elle l'est aussi pour le vol à voile et le vol libre car de forts courants ascendants se forment. Les pratiquants de la montagne (randonneurs et alpinistes) se font souvent surprendre par des changements de temps brutaux alors qu'ils ne sont pas préparés. Beaucoup d'accidents se produisent aussi en vol de montagne et cela est particulièrement vrai pour les pilotes amateurs d'avions à moteur léger qui — comparés aux pilotes de planeur dont la montagne est leur terrain de jeu — ont une moindre compréhension de la météorologie en montagne.
Les prévisions météo données au grand public sont en général de peu de valeur en ce qui concerne les pratiquants de la montagne. Par exemple, en quelques dizaines de secondes, un présentateur ne maîtrisant pas son sujet va présenter la météorologie de la France tout entière, sans aucune discussion sur les particularités locales et les informations pertinentes pour l'endroit. Il convient donc de se renseigner auprès de services spécialisés en ce qui concerne les prévisions météo de montagne.

## Historique

### Occupation humaine des montagnes

#### Villages de montagne

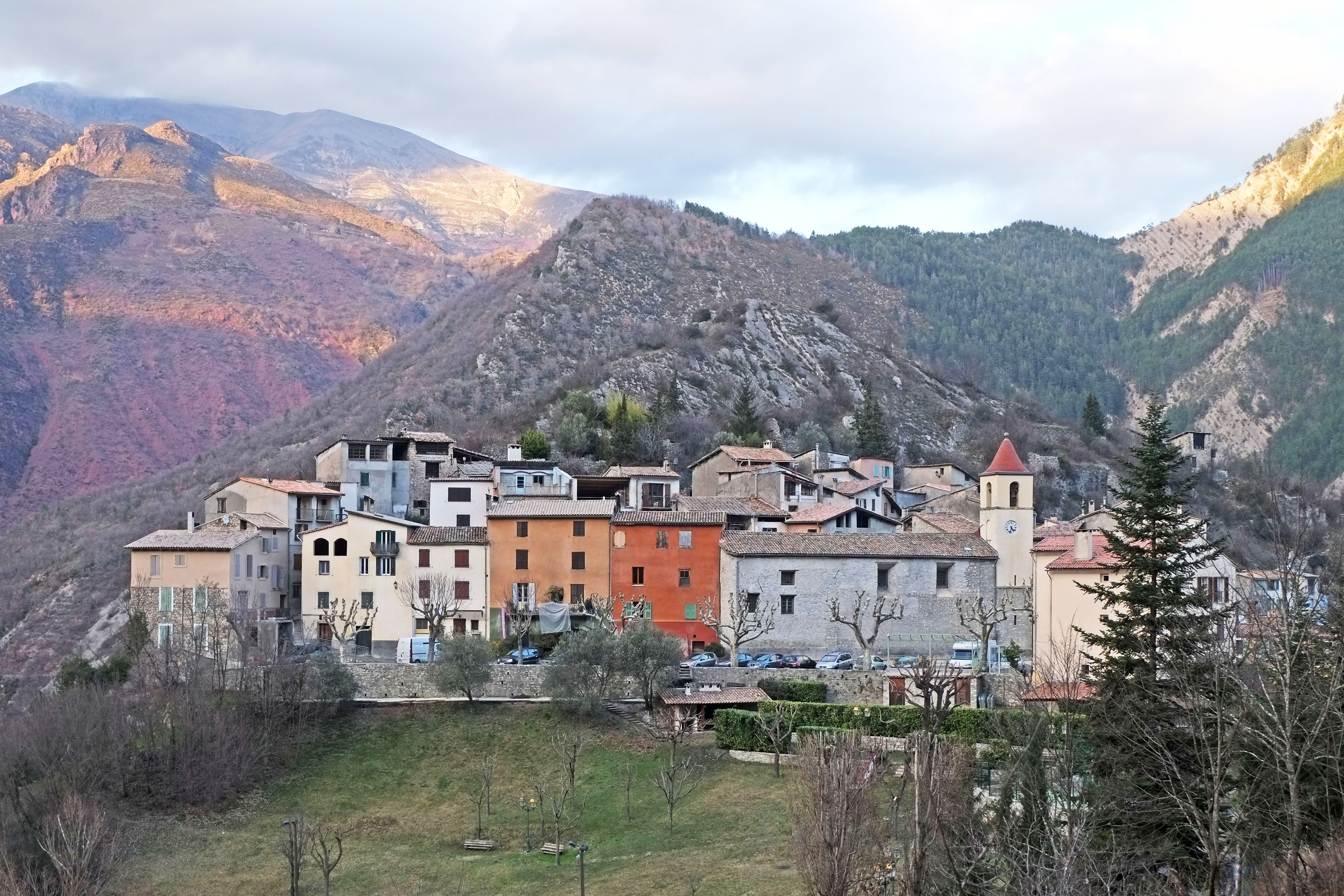
Rigaud dans les Alpes-Maritimes (France).

La montagne a longtemps été considérée comme un milieu hostile à cause des conditions extrêmes pouvant y régner. Cependant, eu Europe les hommes ont construit des villages en montagne. Ces villages sont en général construits en adret pour bénéficier d'un maximum d'ensoleillement comme le village de Rigaud à l'entrée des gorges du Cians.
Les activités de ces villages étaient autrefois agricoles et ces villages vivent de nos jours du tourisme.
Aux États-Unis et dans d'autres pays où eurent lieu des ruées vers l'or, des « villes » de mineurs ont été construites dans des lieux hostiles à cause de la présence de filons aurifères. Par exemple, Bodie fut construite au moment de la ruée vers l'or en Californie et atteignit 10 000 habitants à son apogée, puis fut désertée après la fin du boom et est désormais une ville fantôme.

#### Hospices
Autrefois, la traversée des Alpes se faisait à pied où à dos de mulet et les voyageurs pouvaient se faire surprendre par une brusque aggravation des conditions météorologiques et pouvaient se retrouver bloqués par une tempête de neige. À cet effet, les ordres religieux ont construit des hospices pouvant servir de refuge comme l'Hospice du Grand Saint-Bernard situé au col du même nom.

### Empirisme à science

#### Dictons météorologiques
La météorologie n'est devenue une science que depuis la seconde moitié du XIXe siècle. L'empirisme régnait antérieurement et de nombreux dictons météorologiques virent le jour issus de la sagesse populaire. Certains de ces dictions ont une certaine validité.
Par exemple, le célèbre proverbe qui dit que : « Rouge le matin chagrin (ou la pluie est en chemin), rouge le soir espoir » est parfaitement justifié de nos jours. La diffusion de Rayleigh est plus importante pour les courtes longueurs d'onde (violet) que pour les grandes longueurs d'onde (rouge). Donc, lorsque le temps est nuageux et que l'éclairement provient de l'horizon, la lumière émise sera rougeoyante car les courtes longueurs d'onde ont été diffusées. Maintenant, si le ciel est clair à l'ouest, comme les perturbations circulent généralement d'ouest en est, le ciel va s'éclaircir. Ainsi, si le ciel est rouge le soir, le temps va s'améliorer. De par le même raisonnement, si le ciel est rouge le matin, le temps va se dégrader. Un diction équivalent de la région de Zermatt énonce que « Morgen rot, Abend tot » (« Rouge le matin, mort le soir », c'est-à-dire qu'il ne faut pas effectuer une course en montagne lorsque le ciel est rouge le matin).
De la même manière, la couleur des montagnes au coucher du soleil est aussi un excellent indicateur du temps à venir. Par exemple, si le mont Blanc devient rose orangé au coucher du soleil, le ciel est pur à l'ouest et donc le beau temps va se maintenir. Par contre, si le mont Blanc tourne subitement au grisâtre, une bande de cirrus est présente à l'horizon et annonce l'arrivée probable d'un front chaud.
Un dicton local à Chamonix affirme que lorsque « l'âne sur le mont Blanc se forme, du mauvais temps est en chemin ». À nouveau ce dicton est parfaitement justifié car un vent fort de sud en altitude engendre un nuage lenticulaire sur le mont Blanc et ainsi indique une perturbation proche.

#### Prévisions plus ou moins correctes
Jalu affirmait (en 1957) que les indices de beau temps pour les Alpes étaient :
- une température fraîche ;
- un grand écart entre le point de rosée et la température ;
- une pression atmosphérique en hausse ;
- un vent de secteur nord-est à est.

Réciproquement les indices de mauvais temps étaient :
- une température élevée ;
- un écart réduit entre le point de rosée et la température ;
- une pression atmosphérique en baisse ;
- un vent de secteur sud-ouest à nord-ouest.

Une température élevée et une forte humidité sont propices à la formation d'orages à cause d'un indice de soulèvement fortement négatif. Donc une température fraîche avec peu d'humidité est peut-être propice à la formation de stratus en plaine mais non de précipitations abondantes. Cependant, la présence de vent d'est est souvent synonyme de très fortes précipitations sur la chaîne frontalière des Alpes lorsque la lombarde souffle. De plus, sur la Côte d'Azur, les retours d'est sont en général accompagnés de mauvais temps.
En outre, le flux de nord-ouest correspond en général à un ciel de traîne, à l'apparition de mistral sur les Préalpes qui amène en général un ciel limpide et la formation de la dépression du golfe de Gênes et donc une baisse de pression sur la Haute Provence.

#### Pseudo science
Durant l'Antiquité gréco-romaine, la météorologie consistait simplement en l'expression de phénomènes divins. Par exemple Zeus était le dieu du tonnerre.
Les météorologistes du XIXe siècle eurent beaucoup de peine à expliquer certains phénomènes et donnèrent des « explications » qui étaient contradictoires. Ainsi, jusqu'au XIXe siècle, le mécanisme du foehn n'était pas compris. La phénoménologie était connue et par exemple la tempête du 23 septembre 1866 a été étudiée en détail. Toutefois, beaucoup d'auteurs pensaient que le foehn était un vent provenant du Sahara et donc était naturellement chaud. Déjà en 1742, les auteurs italiens avaient remarqué qu'au nord de l'Italie, le sirocco était un vent douçâtre et gorgé d'humidité et donc les auteurs ne comprenaient pas qu’un vent douçâtre pût se transformer dans les vallées nord en un vent brûlant. Dufour ne comprenait pas ce phénomène et publia une monographie en 1868 discutant la tempête de 1866 où il tenta d'interpréter ledit phénomène. Toutefois, en octobre 1866 (donc deux ans auparavant), Julius von Hann avait publié une interprétation à peu près correcte de l'effet de foehn,.
De plus, historiquement la météorologie était enseignée comme faisant part de la géographie générale. Les sommités en la matière étaient des géographes comme Emmanuel de Martonne qui aura tracé les frontières de l'Europe orientale après la Première Guerre mondiale.

Celui-ci avait une méconnaissance profonde des cumulonimbus. Ainsi, il affirma que 

« Tout le cycle de circulation de l'eau dans l'atmosphère avec ses épisodes variés, formation des nuages, orages, pluie et neige, se passe donc dans une couche d'air de 3 à 4 000 mètres d'épaisseur maximum. »

 Cet auteur aurait pu estimer une hauteur approximative des cumulonimbus par simple triangulation et donner des chiffres plus raisonnables. On remarquera que des cumulonimbus gigantesques peuvent atteindre la hauteur de 70 000 pieds (21 km) ce qui est très nettement au-delà des 4 000 mètres énoncés précédemment,.
La transition de la météorologie en tant que science humaine vers une science expérimentale dans la seconde moitié du XXe siècle, utilisant des modèles basés sur les lois de la physique, a suscité de nombreuses résistances. Par exemple, on reprocha à Paul Queney qui fut un précurseur de la prévision numérique du temps de développer des modèles peu réalistes.
Paul Queney fut le premier à modéliser le soulèvement orographique comme cela sera discuté ci-après.

#### Science météorologique

##### Instrumentation
Les précurseurs de la météorologie moderne sont les scientifiques qui inventèrent des instruments de mesure. Galilée inventa en 1607 le thermoscope qui était l'ancêtre du thermomètre et Toricelli qui inventa le baromètre. En 1648, Blaise Pascal découvrit que la pression atmosphérique décroît avec l'altitude.

##### Ondes orographiques

Diagramme du soulèvement orographique au-dessus d'une montagne et de l'onde qui est générée en aval. Des nuages sont créés dans les maxima de l'onde si l'air soulevé devient saturé comme en B.

Les ondes orographiques sont particulièrement puissantes et ont provoqué de nombreux accidents aériens où les avions s'écrasaient contre les montagnes. À l'époque de Paul Queney, les ondes orographiques n'étaient pas comprises par les pilotes et une légende voulait que l'altimètre et le variomètre étaient déréglés.
Cependant ce dernier a développé une théorie qui s'est avérée valable mais qui fut alors peu connue dans le monde anglo-saxon. Cette théorie montrait clairement que les instruments de bord fonctionnaient.
Paul Queney publia ses résultats dans la thèse d'État intitulée « Recherches relatives sur l'influence du relief sur les éléments météorologiques » en 1936, soit 13 ans avant les travaux de Richard Scorer. La théorie développée est toujours d'actualité et est citée dans l'ouvrage de Jean-Marie Clément qui traite de l'exploitation des ondes orographiques en planeur pour effectuer de gigantesques vols (de l'ordre de 3 000 km). Ce livre donne accès à l'original de la thèse de Queney sous forme de document PDF. Queney a participé à la 5e conférence de l'organisation scientifique et technique du vol à voile en 1955 où il a présenté son papier précurseur sur la formation des rotors basé sur la théorie de l'œil de chat.
Ces rotors peuvent être plus violents que de gros cumulonimbus et ont déjà brisé plusieurs planeurs. Ce papier a eu un impact très limité et la communauté scientifique s'est totalement désintéressée du sujet jusqu'à ce que les recherches reprissent au début des années 2000 en utilisant des puissances de calcul considérables. En comparaison, l'explication de Queney est très simple et ne nécessite aucun ordinateur.
De nos jours, la prévision météorologique s'effectue à l'aide de puissants ordinateurs basée sur différents modèles. Certains modèles numériques calculent même la présence d'ondes orographiques.

## Effets orographiques
En première approximation, la météorologie de la montagne se ramène au phénomène de soulèvement orographique et d'ombre pluviométrique.
Les exemples donnés ci-dessous démontrent que les montagnes ont une grande influence sur le climat et donc sur le temps qu'il fait. Les versants au vent tendent à être humides tandis que les versants sous le vent peuvent être secs voire désertiques.

### Effet d'ombre pluviométrique

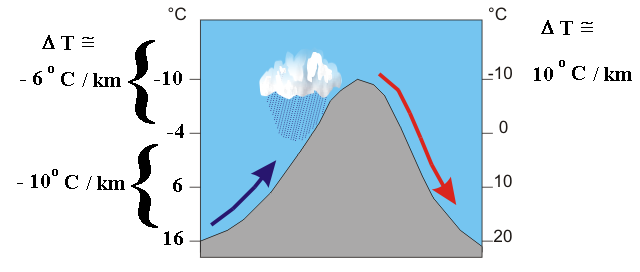
Variation de la température en amont et en aval de l'obstacle.

La figure ci-contre montre le mécanisme de l'effet de fœhn. Lorsqu'un vent humide escalade une montagne il atteint son point de saturation et se transforme en nuage qui peut engendrer des précipitations. Le taux de refroidissement de la masse d'air est alors le gradient adiabatique humide (6,5 K/km). Lorsque l'air asséché redescend de l'autre côté de la montagne, il se réchauffe suivant le gradient adiabatique sec (9,75 K/km). Donc, l'air en aval est plus chaud et très sec. Ceci est la raison pour laquelle au sud du tunnel du Rousset l'air est limpide par temps de mistral et que Die a un climat sec que d'aucuns appelleraient méditerranéen.
En général le fœhn est un vent chaud sec et souvent violent. Ainsi, en Suisse alémanique les rafales de vent du sud peuvent atteindre 160 km/h.

### Régime de brises

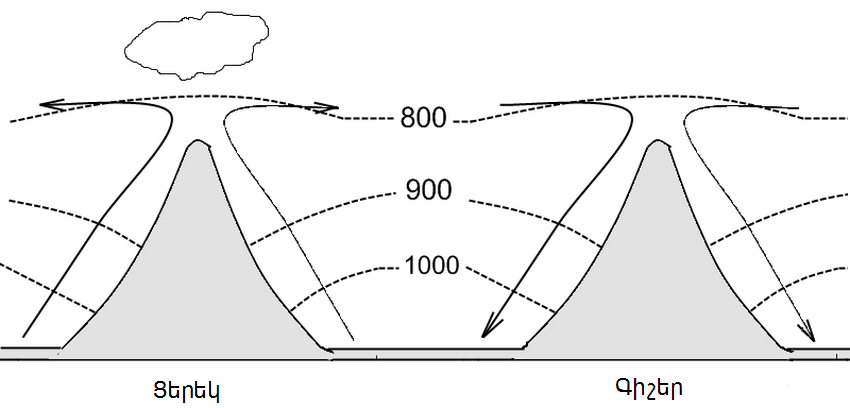
Circulation (flèches) et niveau de pression (tiretés) dans les brises de pente (jour à gauche et nuit à droite).

Les brises de vallée sont créées par les différences de température entre les vallées basses et les vallées hautes. Durant la journée, l'air remonte vers les hautes vallées car le sol est plus chaud vers le bas. La nuit, le phénomène s'inverse. Les vents engendrés peuvent être assez violents dans les vallées étroites.
Les brises de montagne qui consistent en des vents anabatiques ou des vents catabatiques se déroulent le long des pentes. Durant la journée, le versant exposé au soleil se réchauffe plus rapidement que l'air environnant et donc a tendance à s'élever (vent anabatique). Durant la nuit, le sommet des montagnes se refroidit énormément et cet air froid dévale les pentes. Il est à l'origine des vents catabatiques. Le phénomène est amplifié lorsque l'air froid lèche la neige ou les glaciers. Les vents catabatiques peuvent être violents.
Les vents catabatiques engendrent des ascendances très douces au milieu de la vallée en fin de journée. Ces ascendances sont appelées wonder winds en anglais (ou vents magiques ?) et sont très prisées par les pilotes de planeur.

### Dépression dynamique
Le théorème de conservation du tourbillon potentiel a de profondes implications en ce qui concerne la formation de dépression dynamiques en aval de hautes chaînes de montagnes. Par exemple, les Alpes ont de nombreux sommets à plus de 3 000 m qui perturbent profondément la circulation atmosphérique dans les basses couches. Ainsi, lors d'advection d'air glacial en provenance du nord, la tropopause est fortement abaissée en amont de la chaîne des Alpes et comme conséquence directe de la conservation du tourbillon potentiel, il se forme la dépression dynamique du golfe de Gênes. Un exemple extrême concerne l'installation de la vague de froid de février 1956 le jour de la Chandeleur. Un mistral féroce soufflait dans la Basse Provence avec un temps ensoleillé, et un retour d'est engendra de grosses chutes de neige sur la Côte d'Azur.
Ainsi, la physique du mistral dans le Sud-Est de la France a longtemps été mal comprise car il est contre-intuitif que le temps soit ensoleillé à Marseille avec un vent violent de nord-ouest alors qu'à Nice un vent fort d'est souffle avec de la pluie (voire de la neige).
Un phénomène similaire de dépression dynamique peut se produire en aval des montagnes Rocheuses en présence d'un flux zonal d'ouest.

## Nuages spécifiques à la montagne

### Lenticulaires

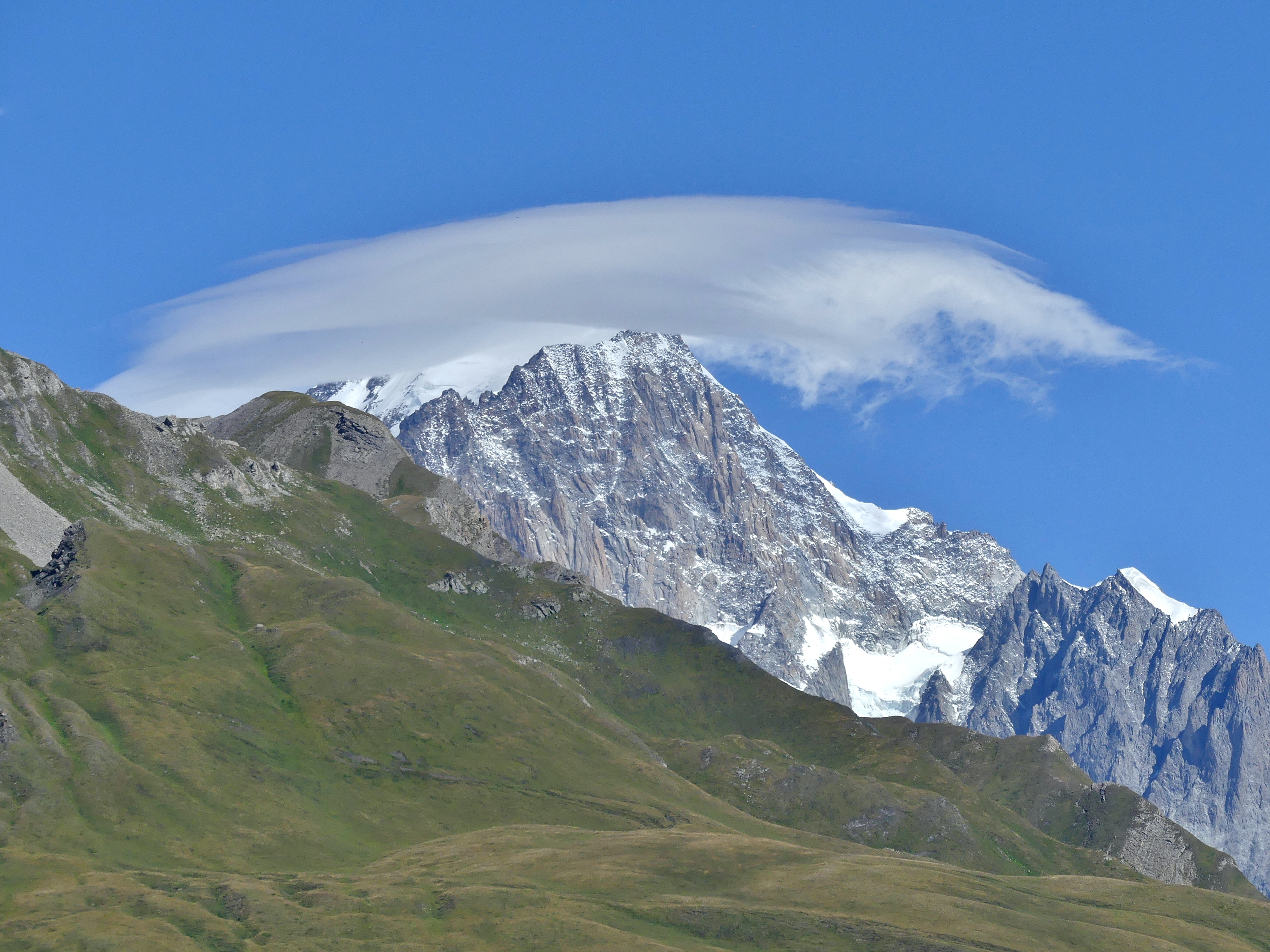
« Âne » du mont Blanc (altocumulus lenticularis) en été.

Les nuages lenticulaires sont les nuages les plus spectaculaires qui se forment en aval des montagnes. Ces nuages sont stationnaires et ont souvent la forme d'une pile d'assiettes. Ils peuvent aussi se former au sommet de hautes montagnes comme l'Âne du mont Blanc. Ils sont engendrés par des ondes orographiques. Dans les Alpes du Nord, le temps est au « beau fixe » et chaud. Cela est dû à un effet de fœhn qui bloque l'arrivée du mauvais temps à venir. Ainsi, un proverbe dit que quand le mont Blanc est coiffé d'un âne, il va pleuvoir sous peu. Cela se produit par vent du sud qui annonce l'arrivée d'une perturbation.
Ces nuages peuvent être aussi observés en plaine en présence d'ondes de gravité.

### Nuages de rotor

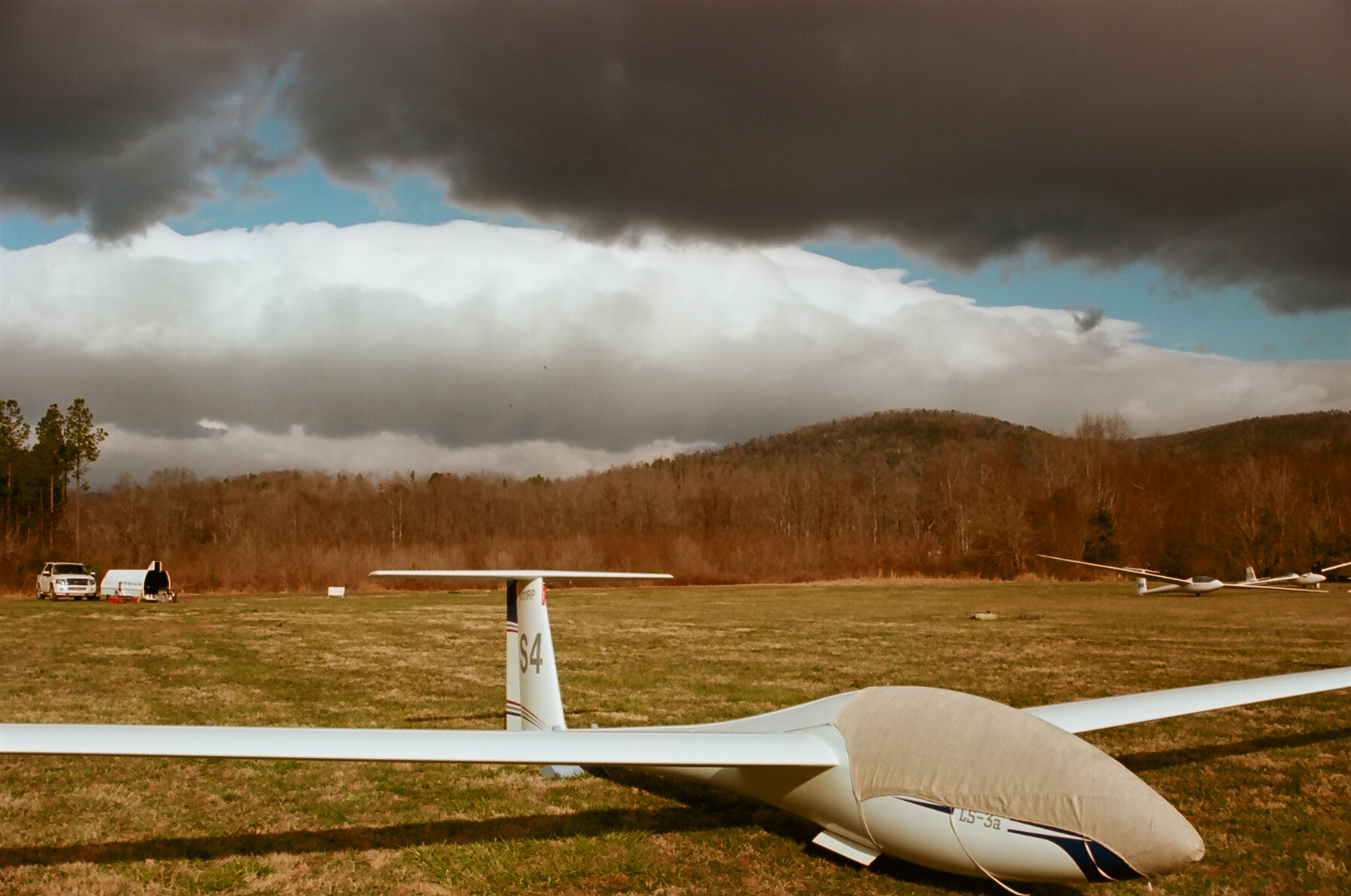
Nuages en rouleau (arcus) associés à des rotors puissants.

Les ondes orographiques (qui sont laminaires) sont toujours associées à une sous-couche turbulente où des rotors se forment. L'air va osciller verticalement en aval de l'obstacle et sont souvent matérialisés par une ligne de nuages en rouleau constituée de cumulus ou cumulus fractus. Ces nuages, peu épais, se situent en général au niveau de la ligne de crête des ondes générées. Ils peuvent former une série de rouleaux impressionnants en aval de la montagne lorsque le mouvement et l'humidité sont importants.
Les nuages en bannière se formant au sommet de hauts pics sont aussi en partie des nuages de rotor.

### Brouillards et stratus de vallée

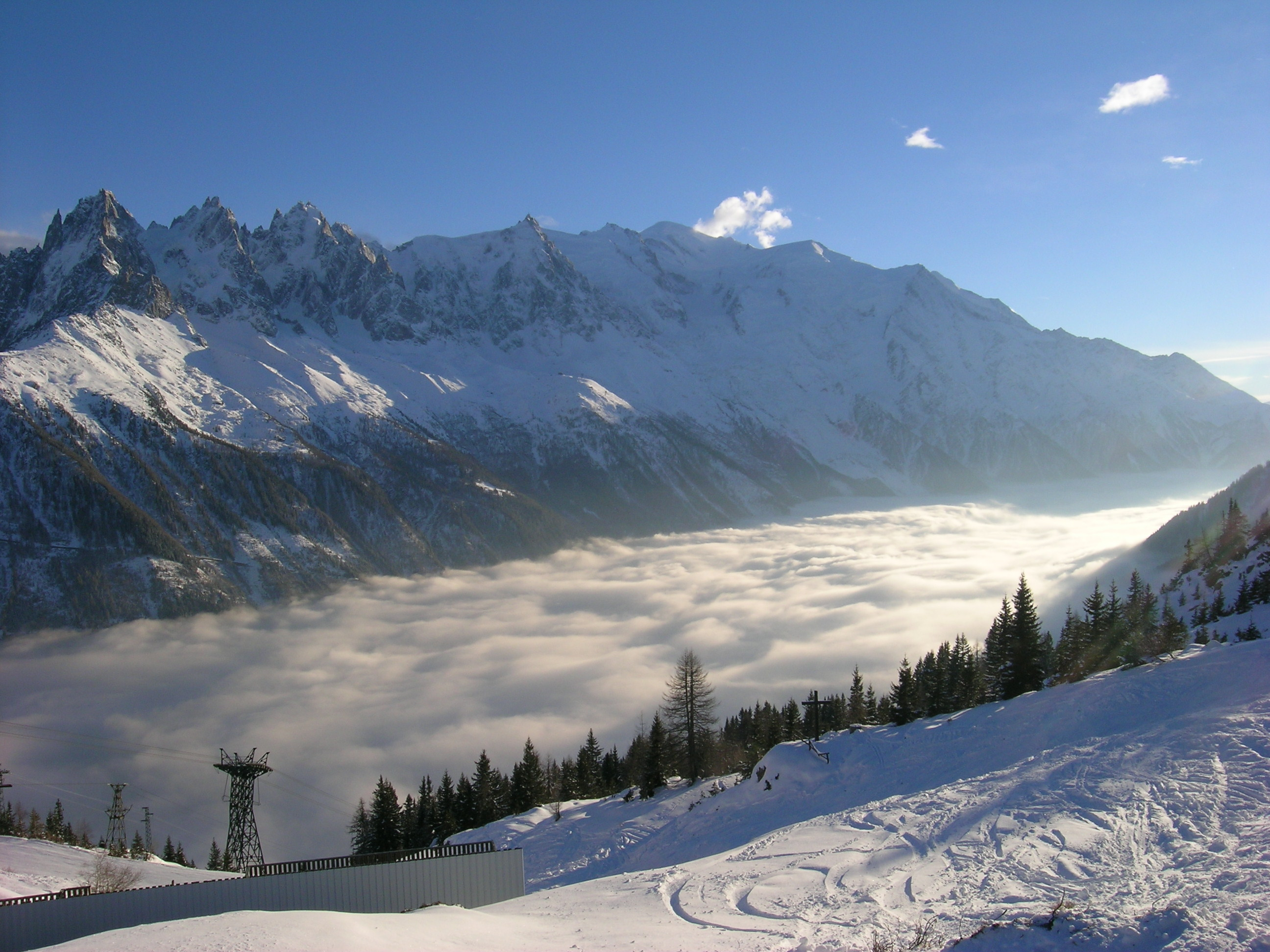
Mer de nuages au-dessus de Chamonix (Alpes françaises).

Après le passage d'un front froid, un ciel de traîne s'établit qui dégage le ciel, nonobstant quelques averses résiduelles liées à la convection. En fin de journée, le ciel devient alors clair (y compris dans la vallée) et les montagnes se refroidissent fortement durant la nuit, une coulée d'air froid va alors descendre vers la vallée et du brouillard va se former en fin de nuit. Donc en plaine et dans les vallées, cette amélioration peut être de courte durée en hiver. Ainsi, Thillet décrit cette situation comme :

« Un beau temps qui peut mal tourner en plaine quand brouillards et stratus s'incrustent. »

Les brouillards vont s'élever au cours de la journée pour former une couche nuageuse composée de stratus bas. Ainsi, en fond de vallée le temps va être gris, froid avec de faibles chutes de neige. Vus de la montagne, ces stratus en fond de vallée forment une mer de nuages. Pendant la journée, la couche d'air froid stagne au bas tandis que les montagnes se réchauffent. Donc, une forte inversion de température se maintient pendant la journée. Cette inversion de température est matérialisée par une couche de nuages tenaces. Il y a alors un phénomène de cercle vicieux, cette couche de nuages renvoie la lumière du soleil et donc le sol au fond des vallées reçoit peu d'énergie solaire tandis que les montagnes sont irradiées par un soleil radieux et donc se réchauffent significativement. Ainsi, au-dessus de la couche nuageuse, le temps va être radieux et assez doux pendant la journée. Cependant, immédiatement après le coucher du soleil, le refroidissement est violent et la neige au sol regèle immédiatement à cause du rayonnement intense depuis le sol enneigé. Donc à nouveau des coulées d'air froid vont s'épancher dans les vallées.

## Précipitations et avalanches

### Pluie et neige synoptiques

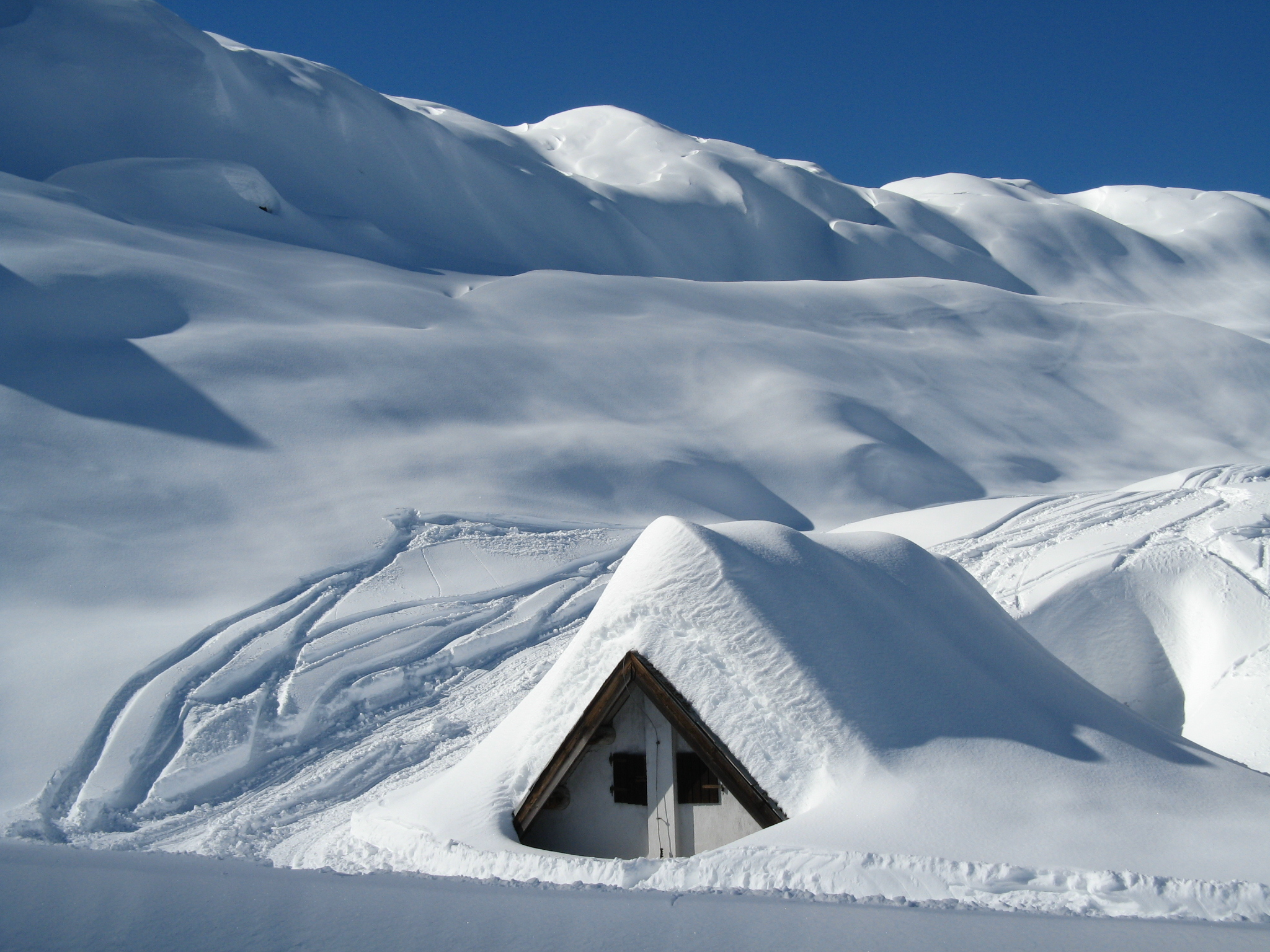
Hutte de montagne ensevelie dans la neige.

Les montagnes (et collines) ont tendance à bloquer le mouvement des masses d'air des perturbations et à aggraver le temps sur le versant ouest des montagnes tandis que le versant oriental est beaucoup plus aride. Il en de même pour les vallées intra-alpines comme le Valais, la Maurienne, la haute vallée de la Durance, et le Grand Bassin dans l'Utah.
Aux latitudes moyennes, le modèle norvégien des perturbations organise le temps autour d'une dépression et de ses fronts (chaud et froid) dans une circulation généralement d'ouest en est. Lorsqu'un front chaud passe sur les Alpes ou tout autre chaîne de montagnes importante, un phénomène de découplage se produit car un trou de fœhn se forme sur le versant sous le vent (est) où le temps peut être ensoleillé. Cependant, en cas de chaînes parallèles, la deuxième chaîne en aval sera à nouveau soumise à des précipitations. Le modèle norvégien des fronts est souvent invalide dans les Alpes du Sud françaises car le mauvais temps provient en général des retours d'est.
Ceux-ci sont causés par la formation d'une dépression dynamique sur le golfe de Gênes qui est la conséquence du théorème de conservation du tourbillon potentiel lors de l'advection d'air froid sur les Alpes. Un puissant retour d'est appelé lombarde est alors présent et peut déverser des cataractes de pluie ou de neige sur la chaîne frontalière (de l'ordre de 100 mm de précipitations totales).
Lors du passage du front froid, une sorte de front occlus se forme sur le versant au vent. La masse d'air tiède reste coincée entre la montagne et la masse d'air frais qui avance. Cela provoque des précipitations abondantes sur le versant au vent.
Lorsque le flux est plutôt d'ouest (régime zonal), de très fortes précipitations peuvent se produire sur les Alpes sud-occidentales avec effet de fœhn en aval (voir infra).
Dans les tropiques, la circulation atmosphérique est directe (cellule de Hadley) et d'est. Elle donne lieu aux alizés, à la zone de convergence intertropicale et aux cyclones tropicaux. Les précipitations dépendent de bandes orageuses qui peuvent laisser d'énormes quantités de pluie, et même de la neige sur les hauts sommets comme le mont Kilimandjaro. Les mêmes effets que plus au nord vont se produire mais comme la circulation est d'est, ils affecteront les versants opposés à ceux des latitudes moyennes. Une bonne partie des records de pluviométrie sont d'ailleurs détenus par des stations sur des sommets, dont le cratère Commerson à La Réunion avec 6 083 mm en 15 jours, et l'endroit le plus pluvieux au monde est Cherrapunji dans les contreforts de l'Himalaya avec le record annuel de 22 987 mm du 1er août 1860 et le 31 juillet 1861.
L'accumulation de neige au-dessus du niveau de l'isotherme zéro degré en été, permet aux précipitations d'y rester sous forme solide. La neige se tassant sous la pression des nouvelles couches de neige produit les glaciers qui jouent un rôle essentiel dans le cycle de l'eau et dans l'évolution du relief. Sous ce niveau des neiges éternelles, la neige fondante permet un relâchement graduel de l'eau dans l'écosystème, le névé persistant même une partie de l'été.

### Avalanches
Les avalanches sont des coulées de neige qui peuvent être extrêmement dangereuses et emporter des skieurs et détruire des habitations. Icelles se produisent en général après de fortes chutes de neige lorsque le manteau neigeux n'est pas stabilisé sous forme de poudre ; ou en cas de fonte des neiges lorsque la neige forme une sorte de pâte formée de neige sale et de pierres formant alors des « champs de patates ». Les skieurs peuvent aussi déclencher des avalanches sous forme de plaques.

### Convection et orages

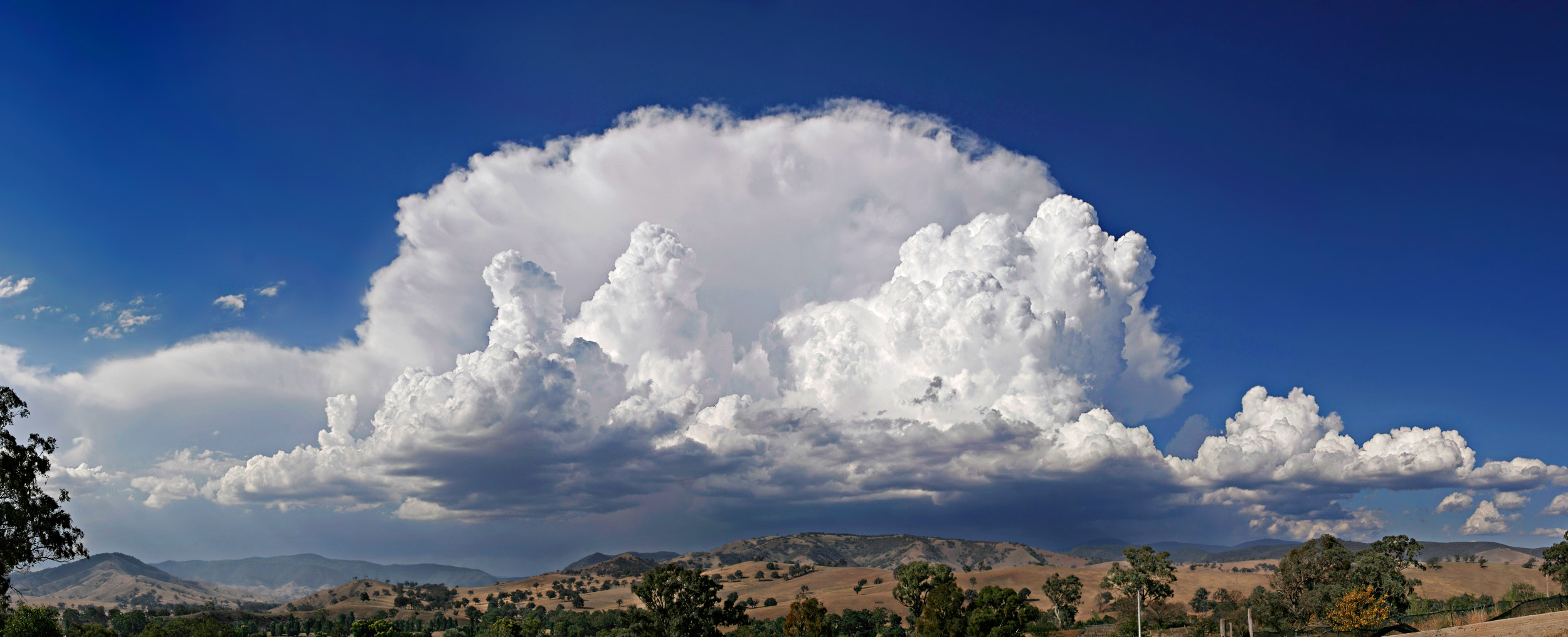
Gros cumulonimbus supercellulaire avec ligne de flanc.

Les orages en montagne sont dans certaines circonstances plus fréquents, et souvent plus violents, qu'en plaine. Ils représentent un danger sérieux pour les alpinistes, les randonneurs, les parapentistes et dans une certaine mesure pour les pilotes de planeur.

#### Formation
Les orages se forment quand l'air dans une couche de l'atmosphère est très instable. Une parcelle d'air soulevé à la base de cette couche est alors plus chaude que l'environnement et subit une poussée d'Archimède vers le haut. En s'élevant, sa température diminue par détente adiabatique et lorsque l'humidité relative de vapeur d'eau qu'elle contient arrive à saturation, il y a formation du nuage convectif. Pour former un orage il faut que cette couche soit très grande et que la température au sommet du nuage soit sous les −20 °C.
Les montagnes peuvent favoriser le déclenchement de la convection atmosphérique de trois façons :
- soulèvement direct au niveau de convection libre dans de l'air instable par soulèvement avec un vent synoptique qui arrive avec une composante perpendiculaire aux pentes. L'air est forcé de remonter la pente et entre en convection ;
- forçage thermique dans une situation instable où il y a une faible circulation générale mais un réchauffement diurne, les brises de montagne engendrent des vents anabatiques qui remontent aussi la pente ;
- forçage dynamique lorsque l'air est stable à bas niveau, et que la circulation est bloquée par le relief, mais que l'air est instable à plus haute altitude. Dans ce cas l'air s'accumulant à la base de la montagne, la circulation générale est forcée au-dessus de cette couche de blocage et peut atteindre le niveau de la couche convective.

Dans un cas général, plusieurs effets peuvent être présents et si le vent synoptique est opposé au vent anabatique, une convergence supplémentaire se produit au sommet de la montagne. Il est également possible de créer une zone de convergence derrière la montagne lorsque le vent synoptique peut se diviser et faire le tour de celle-ci pour la rencontrer à nouveau (ex. Zone de Convergence de Puget Sound), ce qui favorisera la convection.
En Europe, dans le cas d'advection d'une masse d'air saharienne en été en altitude, aucune convection ne peut initialement se former. Donc, l'air près du sol va se réchauffer jusqu'à ce que la convection puisse commencer à se produire. Donc, l'anticyclone va s' « user » et à partir d'un certain temps, les ascendances thermiques vont vaincre la masse d'air saharienne en altitude quelque part.
La convection va se comporter « comme la brèche d'un barrage où le flot s'engouffre tumultueux ». En clair des orages violents vont se produire comme pour un bouchon de cocotte-minute qui sauterait.
Ainsi, dans le cas particulier de ces orages dits de « beau temps », ou de « masse d'air », qui peuvent se former dans une situation faiblement anticyclonique, le relief sera un important facteur de déclenchement. Alors qu'en plaine, des cumulus épars parsèmeront le ciel et une faible inversion de température en altitude bloquera la convection profonde, un réchauffement de quelques kelvins fera céder l'inversion inhibitrice et déclenchera des cumulonimbus. C'est ce qui se produit mécaniquement en montagne où certaines pentes ensoleillées se réchauffent plus vite que le fond de vallée et donnent un vent anabatique amenant de l'air plus chaud et humide au niveau de convection libre.
Le soulèvement dans tous les cas sert non seulement à déstabiliser l'air et former les nuages convectifs, mais il rehausse également son intensité. En effet, l'air soulevé venant du bas des pentes étant plus chaud et humide que l'air environnant, l'indice de soulèvement (lifted index en anglais ou LI) sera plus négatif, ce qui augmente l'extension verticale du nuage. Une simple différence de température de 2 K suffit à aggraver considérablement la violence des orages.

#### Dangers pour les alpinistes
Les alpinistes sont très peu mobiles et se retrouvent pris dans une nasse en cas d'orage. Leur équipement d'escalade comprend des piolets métalliques qui vont jouer le rôle de paratonnerre et vont attirer la foudre. Le foudroiement d'alpinistes est relativement courant.

#### Dangers pour les sports aériens
Les parapentistes sont aussi relativement peu mobiles et risquent de se faire aspirer jusqu'au sommet du nuage comme dans le cas d'Ewa Wiśnierska, parapentiste allemande qui a survécu à une ascension de plus de 9 000 m à l'intérieur d'un cumulonimbus.
Ainsi, un parachutiste ou parapentiste qui s'engage sous un cumulonimbus prend le risque mortel et certain d'être aspiré rapidement jusqu'au sommet de ce nuage : asphyxié, foudroyé, congelé. S'il en réchappe, il peut avoir des dommages irrémédiables au cerveau à la suite d'un manque d'oxygène ainsi que des amputations à la suite des gelures.
Le danger pour les planeurs est plus sournois. Les foudroiements sont très rares et l'aspiration des planeurs dans un cumulonimbus est une chose très rare aussi. Le danger se présente au moment de atterrissage. Les planeurs volent lentement. La vitesse normale d'approche d'un planeur est aux environs de 50 nœuds. On peut supposer que le pilote est « prudent » et effectue son approche à 65 nœuds. William Cotton affirme que vu que le cisaillement peut atteindre 50 nœuds, sa vitesse air va tomber à… 15 nœuds. De plus, cela va se produire lorsque le pilote passe de l'étape de base à la finale et va donc partir en vrille sans aucune possibilité de récupération car étant trop près du sol. La citation en anglais est la suivante :
« Upon encountering a downburst with say a 50 kt tailwind component, airspeed can drop from say 65 kts to more like 15 kts. If the sailplane is making a turn from baseleg to ﬁnal, the pilot ﬁnds himself (herself) in one of the deadliest situations a pilot can encounter, a “stall-spin” situation with no chance to recover since the aircraft is close to the ground on ﬁnal approach. »

#### Conditions propices au vol à voile
En montagne, lorsque des orages isolés se produisent, en dehors de ceux-ci, des ascendances puissantes se produisent et permettent de longs vols. Ceci est souvent le cas dans l'ouest américain où la mousson engendre des orages isolés sur les sommets tandis que les conditions en dehors de ceux-ci sont excellentes. Dans l'ouest américain, l'écart entre le point de rosée et la température peut facilement atteindre 30 K en été. Les cumulus à 4 000 mètres de hauteur sont courants avec des ascendances thermiques de plus de 10 nœuds. Une règle empirique dit qu'une ascendance de n nœuds va atteindre l'altitude de n × 1 000 pieds,,. Ainsi, une base de nuages à 13 000 pieds va correspondre à une ascendance de 13 nœuds.
Les brises de montagne déclenchent des ascendances le long des pentes qui permettent aux planeurs de cheminer. Même en l'absence de convection, les vols de pente sont possibles lorsque l'air est forcé de s'élever mécaniquement le long d'une colline ou montagne.
Les ascendances rêvées par les pilotes de planeur sont les ondes orographiques qui permettent de très grands vols. Ainsi, Klaus Ohlmann réussit un vol de 3 009 km en Patagonie et battit le record du monde de distance. Jean-Marie Clément, avec d'autres pilotes, a aussi effectué de nombreux vols en Patagonie à partir de Bariloche.
Cependant, les ondes orographiques ont été à l'origine de nombreux accidents aériens comme expliqué ci-dessous.

## Ondes orographiques

### Dangers pour le grand public
Ondes orographiques et effet de fœhn vont de pair. En Suisse alémanique le fœhn peut être extrêmement violent et endommager des habitations ou renverser des véhicules.

### Aviation à moteur
Contrairement aux pilotes de planeur qui savent exploiter les ondes orographiques et qui vont effectuer des vols hors-norme comme il a été montré plus haut, les pilotes d'avion à moteur ont souvent une compréhension très parcellaire des ondes orographiques comme il est expliqué dans le Aeronautical Information Manual publié par la FAA. Ainsi, est dit :
« Many pilots go all their lives without understanding what a mountain wave is. Quite a few have lost their lives because of this lack of understanding. »
(traduction : « Beaucoup de pilotes volent toute leur vie sans comprendre ce qu'est une onde orographique. Un bon nombre d'entre eux ont perdu la vie à cause de cette incompréhension »). C'est pourquoi la FAA considère que les ondes orographiques sont un danger pour l'aviation générale et un atout pour les vélivoles. En effet dans la référence, la FAA explique aux pilotes de planeur comment exploiter ces ascendances.
De nombreux accidents ont été causés par les ondes orographiques lors de vol aux instruments. Le scénario est le suivant : un avion vole vers l'ouest et doit voler à une altitude assignée disons de 12 000 pieds. Il se dirige vers les montagnes Rocheuses avec un fort vent d'ouest. En aval des montagnes, il est donc en présence d'ondes orographiques. Lorsque l'avion approche le premier ressaut, il se retrouve dans la zone ascendante de l'onde qui peut être de l'ordre de 30 nœuds. Comme il doit soi-disant maintenir l'altitude, il réduit le moteur et utilise ses volets pour dégrader les performances de l'avion, ce qui va engendrer la catastrophe. En effet, lorsqu'il va contacter la descendance, il ne pourra plus maintenir l'altitude assignée de 12 000 pieds car il sera dans un courant descendant de 30 nœuds avec un moteur à fond n'engendrant que 5 à 6 nœuds de vitesse verticale. Il va donc descendre à 24 nœuds et en définitive aller s'écraser contre les montagnes. C'est pourquoi il est suggéré d'assigner un bloc d'altitude et de laisser l'avion monter dans la phase ascendante pour pouvoir compenser par la suite.
Les pilotes de vol à voile vont par contre effectuer des vols record sans aucun problème car l'air est laminaire. Par contre, les nuages de rotor ont déjà brisé des planeurs et les pilotes ne devraient jamais s'approcher d'un nuage de rotor malgré son air inoffensif.

### Vol à voile (rotors)
Les rotors peuvent briser un aéronef traversant ces nuages. Comme le rotor correspond à une séparation du flot en altitude avec le sol (théorie de l'œil de chat de Paul Queney), le long de la ligne de séparation entre les deux systèmes (onde laminaire et rotor), la température potentielle sera uniforme le long de cette ligne de séparation. Ainsi si l'air est suffisamment humide, un nuage (cumulus fractus) va se former dans la partie supérieure du rotor. Comme il y a libération de chaleur latente dans le rotor, l'air va devenir instable et donc des turbulences extrêmes vont se former à l'intérieur de ce cumulus à l'air faussement inoffensif.
Ceci explique pourquoi plusieurs pilotes ont brisé leur machines en volant dans ces soi-disant nuages inoffensifs,,.

## Exemples de différences climatiques d'un versant à l'autre
Vu que les montagnes bloquent et canalisent les masses d'air, des différences spectaculaires apparaissent en l'espace de quelques kilomètres dans certaines régions. Lorsqu'il y a un soulèvement orographique d'une masse d'air humide au contact de montagnes voire de collines, les différences au niveau du paysage et de la végétation peuvent être frappantes. Sur le versant exposé au vent, la végétation est abondante tandis que sur le versant sous le vent, la végétation est rabougrie voire steppique. Le phénomène est particulièrement net au col de Rousset et dans la montagne Noire.

### Vercors

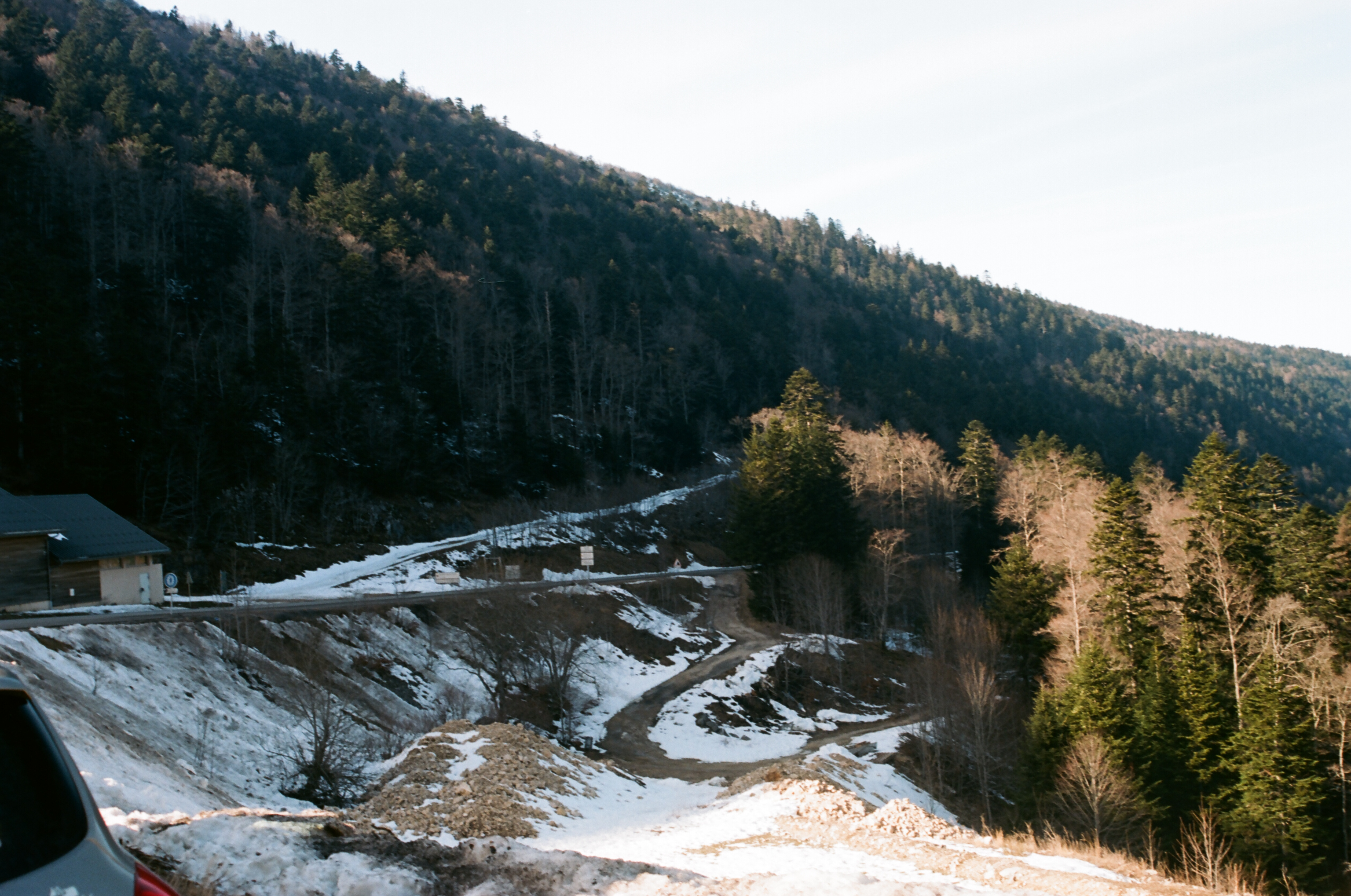
Versant nord du col de Rousset : paysage septentrional.

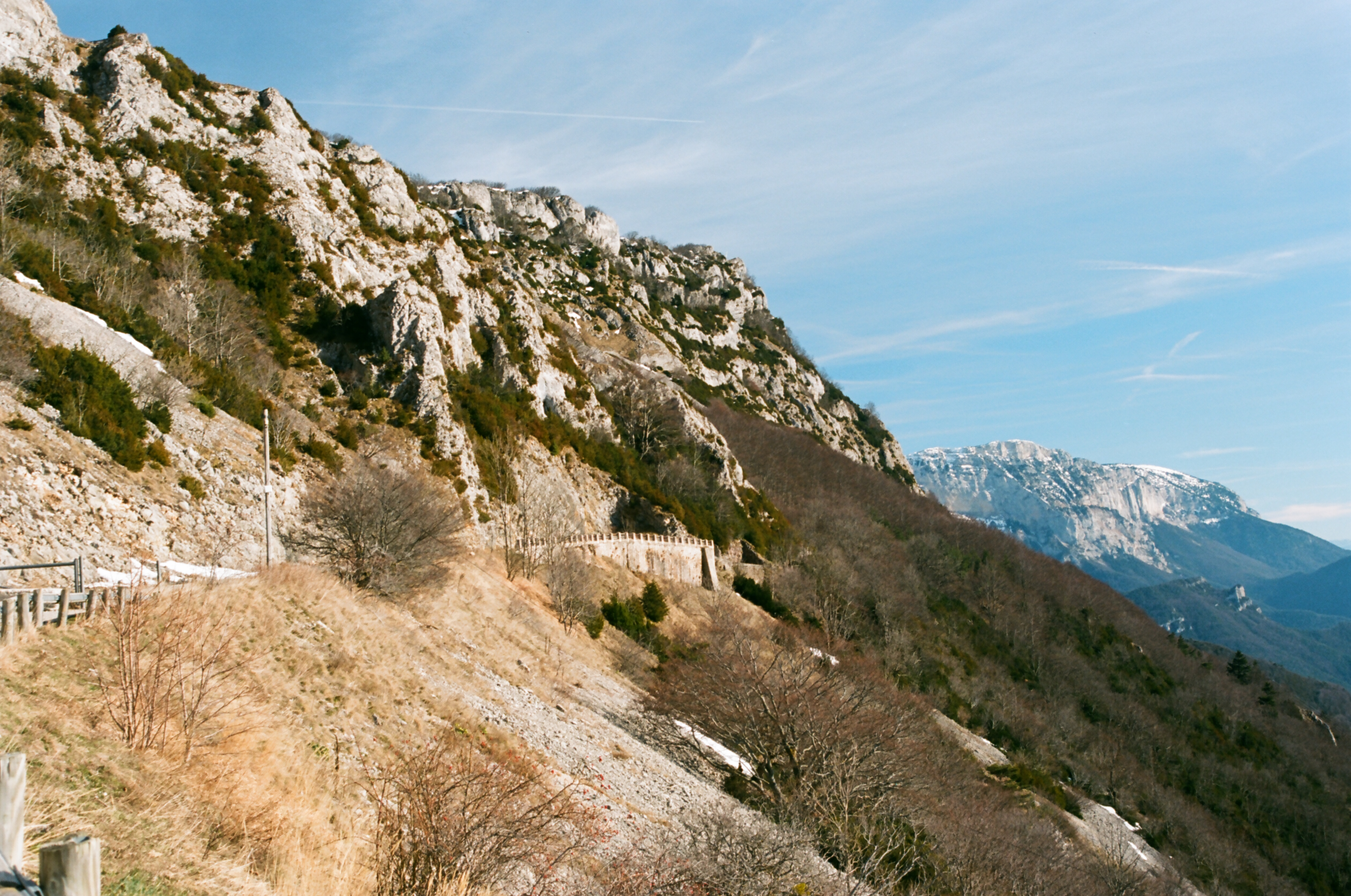
Versant sud du col de Rousset : paysage méridional (même jour).

Le col de Rousset est souvent cité comme un exemple de transition brutale entre les Alpes du Nord et les Alpes du Sud.
Par flux de nord-ouest, le changement de temps est particulièrement significatif. Sur le versant nord, la combe peut être recouverte de stratocumulus avec une faible chute de neige tandis que sur le versant sud, le ciel est d'un bleu limpide caractéristique du mistral. La route passant sous le col par un tunnel routier long de quelques centaines de mètres rend le changement radical de temps particulièrement évident. Le versant nord est recouvert de sapins tandis que le versant sud présente une aridité méridionale comme montré par les photographies ci-contre.
Ceci est dû au fait que la ligne de crêtes à proximité du col est à environ 1 600 mètres d'altitude et que la montagne de Glandasse, située à une dizaine de kilomètres au sud-est, culmine à 2 041 mètres alors que la ville de Die en contrebas est à 367 mètres d'altitude. Ce massif montagneux se comporte donc comme une énorme muraille rôtie par le soleil qui protège Die des vents froids du nord et nord-est et a donc un effet d'espalier.

### Montagne Noire et Caroux
Le versant sud-est de la montagne Noire a une végétation méso-méditerranéenne (aux environs de Cabrespine) tandis qu'à quelques kilomètres au nord, la végétation est de type montagnard au voisinage du pic de Nore et le versant nord est extrêmement verdoyant. Il en est de même au col de Fontfroide qui sépare les versants atlantique et méditerranéen. Fraisse-sur-Agout est très verdoyante tandis que Saint-Vincent-d'Olargues a une végétation méditerranéenne avec oliviers. La transition est brutale au col.

### Alpes niçoises
L'effet d'espalier est très net dans le comté de Nice où, en l'espace de quelques kilomètres, le type de végétation diffère totalement. Ainsi, Menton a une végétation thermo-méditerranéenne (série du caroubier) où les citronniers sont cultivés tandis qu'à une vingtaine de kilomètres au nord, au col de Turini et à Peïra-Cava les montagnes sont recouvertes de sapins qui font que la région est appelée Suisse niçoise. Aucune essence méditerranéenne ne se trouve à Peïra-Cava.
Au sud du col de Turini, les oliviers à Moulinet sont cultivés jusqu'à 800 mètres d'altitude.
Paul Ozenda montre aussi que dans la région de Moulinet, les oliviers sont cultivés au-dessus de la limite des 600 m.

### Pyrénées
Les anciens manuels de géographie français divisaient les Pyrénées en 3 régions : les Pyrénées orientales, les Pyrénées centrales et les Pyrénées occidentales.
Ce schéma est réducteur car il ne tient pas compte du versant sud de ces montagnes. Le versant nord est frais et humide tandis que le versant sud en Aragon et en Navarre est chaud et sec. Au sud des Pyrénées dites occidentales qui sont censées avoir un climat océanique, le climat et la végétation sont supra-méditerranéens,,.

### Sud de la Californie

#### Imperial Valley
Au mois de juin, San Diego a souvent un temps très frais dû au courant de Humboldt et la côte est recouverte de stratocumulus maritimes (June Gloom (en)). À 100 kilomètres à l'intérieur, dans la vallée impériale, le temps est torride avec les températures dépassant régulièrement les 40 °C et la végétation naturelle est celle d'un quasi-désert.

#### Vallée de la Mort
La vallée de la Mort est connue pour ses températures caniculaires en été et la quasi-sécheresse absolue qui y règne. Cette vallée est située à seulement 123 km du mont Whitney culminant à 4 421 mètres. Ce dernier reçoit d'abondantes chutes de neige.

### Himalaya
La chaîne de l'Himalaya culmine à 8 849 mètres au mont Everest et forme un barrière redoutable. Au sud, le climat est quasi tropical avec des hivers peu marqués et un phénomène de mousson en été tandis qu'au nord de la chaîne, le climat est continental avec des hivers très rudes même si les étés sont souvent très chauds. Ainsi dans l'ex Union soviétique, les phénomènes de mousson sont absents car celle-ci est bloquée par les hautes chaînes.

## Étude sur les types de temps dans les Alpes du Nord
Jean-Jacques Thillet dans son ouvrage Petit manuel de météo montagne a effectué une étude exhaustive de la météorologie des Alpes du Nord et plus particulièrement de la région autour de Chamonix. Cette étude détaillée et localisée illustre les principes généraux exprimés ci-dessus et en particulier, l'auteur décrit les types de temps pour chaque type de flux.

### Flux d'ouest
Ce type de temps est le plus courant. En hiver, la chaîne de perturbations traverse la France de part en part, le temps est doux et ces perturbations se suivent au rythme d'une perturbation d'environ toutes les 36 heures. Les fronts chauds et fronts froids se succèdent avec de brèves améliorations lorsque la traîne s'affaisse avant l'arrivée d'un nouveau front chaud. Lorsque le temps bascule d'un régime anticyclonique avec très beau temps en montagne et temps maussade dans les vallées, initialement de fortes précipitations neigeuses se produisent à basse altitude à la suite d'un blocage d'air froid résiduel qui bloquera l'avancée du front chaud. Le temps se radoucit progressivement et de grandes quantités de neige lourde s'abattent sur les montagnes.
Lorsque le flux est plutôt d'ouest (régime zonal), de très fortes précipitations peuvent se produire sur les Alpes sud-occidentales alors que sur la Côte d'Azur et la plaine du Pô le temps est « beau » et chaud à cause d'un effet de fœhn. Ainsi, depuis la plaine du Pô on aperçoit le mur de fœhn à l'ouest avec des nuages lenticulaires en aval. À titre d'exemple, de fortes précipitations se produisirent sur presque toutes les Alpes sud-occidentales du 10 au 16 février 1990. Le 14 février, le temps étant exécrable sur les Alpes du Nord avec un total de précipitations (pluie ou neige) pouvant atteindre 300 mm. Le 14 février, une chaleur quasiment estivale se produisit sur Nice avec un ciel peu nuageux et une température maximale de 25,6 °C. Le vent était assez fort, de secteur nord-ouest et de caractère fœhnique que l'on eût pu assimiler à du mistral. Il pleuvait ou neigeait presque partout ailleurs sur les Alpes ; il n'y avait pas de dépression sur le golfe de Gênes. En outre le flux en altitude était de secteur W-WNW engendré par des dépressions au nord de l'Europe. À Turin le temps était également chaud et le gradient thermique en aval des Alpes était hyper-adiabatique (de l'ordre de 15 K/km).
En été, la chaîne de perturbations est souvent repoussée vers la Norvège ainsi que la dépression qui va avec. Par la loi de Buys-Ballot un régime d'ouest s'installe. Comme la région est hors de la chaîne de perturbations, un beau temps estival s'installe avec seulement quelques cumulus humilis dans le ciel.

### Flux de sud-ouest
Le temps est extrêmement doux et la limite pluie-neige est élevée jusqu'à 2 500 mètres d'altitude en hiver. Les pluies sont les plus fortes dans les Alpes du Sud qui sont arrosées par des précipitations d'origine méditerranéenne. Dans les Alpes du nord, les précipitations sont moindres. Cependant, il y a souvent un dôme d'air froid dans le Val d'Aoste et des précipitations neigeuses abondantes à basse altitude se produiront.

### Flux de nord-ouest
Un tel type de temps pourrait être appelé temps à mistral. Un ciel de traîne s'installe où alternent éclaircies et grosses giboulées de neige engendrées par des cumulonimbus de faible épaisseur. Même en été, il peut neiger à relativement basse altitude comme cela se produisit au hameau du Tour à Chamonix en juillet 1969 où la neige descendit jusqu'à 1 500 mètres d'altitude. Dans les Alpes du sud, le ciel est parfaitement dégagé et un mistral, qui peut être violent, s'installe. Les nuages sont bloqués à la ligne des cols séparant les Alpes du nord et les Alpes du sud.

### Flux de nord
Les basses vallées sont recouvertes de stratocumulus qui engendrent un temps gris et maussade avec quelques chutes de neige faible en hiver. Ce type de temps peut perdurer plusieurs jours. Lorsque le vent en altitude est fort, le ciel se dégage par phénomène de mélange. En général, le régime de nord n'est que transitoire et bascule vers un flux de nord-est.

### Flux de nord-est et est
Ce régime s'établit en présence d'un anticyclone installé sur la Scandinavie qui se combine avec l'anticyclone de Sibérie. Lorsque le régime s'installe, une sorte de front froid de retour frappe la région. La température peut chuter de 20 kelvins en quelques heures comme cela s'est produit lors de l'installation de la vague de froid de février 1956 dans la nuit du 31 janvier au 1er février. Ce pseudo front froid engendre des stratocumulus qui provoqueront des faibles chutes de neige en plaine qui seront tenaces. Des chutes de neige plus abondantes frapperont la côte méditerranéenne grâce à la formation de nuages de convection. Durant la vague de froid de février 1956, il neigea même à Philippeville. Après quelques jours, les nuages bas se dissiperont dans les Alpes du Nord et un temps ensoleillé mais glacial s'installera. Vu que le vent ne faiblira pas totalement, les brouillards nocturnes (qui seraient en quelque sorte protecteurs) ne pourront se former. Vu que le ciel est dégagé et le sol enneigé, un rayonnement nocturne intense se produira et les gelées seront sévères, la température descendant au-dessous de −20 °C. Ce type de temps glacial est fait pour durer car il s'est établi un blocage d'air froid.
En été, un flux de nord-est à est va engendrer un beau temps stable et frais. Aucune convection profonde ne pourra se former et donc l'air au fond de la vallée sera brumeux et dans les montagnes, l'air sera limpide. Ce type de temps permettra d'effectuer des courses en montagne en toute sécurité.

### Flux de sud-est
Des masses d'air humide sont apportées à partir du golfe de Gênes. La lombarde souffle au niveau des cols frontière. Comme il y a un blocage d'air froid dans la plaine du Pô, les perturbations d'origine méditerranéenne se bloquent et d'importantes quantités de neige s'abattent qui peuvent déborder à l'ouest de la chaîne frontière sur quelques kilomètres.

### Flux de sud
Initialement, le grand beau temps règne avec des températures élevées. Des nuages lenticulaires se forment ainsi que l'âne sur le mont Blanc. Soudainement, le vent tourne au sud-ouest et le temps se dégrade très rapidement. En été, le temps peut rester stable pendant plusieurs jours ce qui engendre des conditions idéales pour des activités en montagne.

## Prévisions météorologiques

### Bulletins météo
En général, les prévisions météorologiques données à la télévision pour le grand public ne sont que de peu d'utilité pour les pratiquants de la montagne. D'une part, le présentateur ne fait que réciter ce que l'on lui a demandé de dire et la présentation ne dure que quelques minutes. Il n'y a donc pas de temps laissé à la discussion critique, ni aux détails.
Cependant les sites des divers services nationaux de météorologie offre des informations plus précises. Ainsi aux États-Unis, le National Weather Service offre des prévisions pour chaque point de son territoire, dont les secteurs montagneux. Le Service météorologique du Canada et le UK Met Office offrent aussi des services semblables. Les services départementaux de Météo France aussi donnent une information plus affinée.
Grâce à la politique d'ouverture du gouvernement américain qui met à la disposition de quiconque ses données, l'information météorologique est abondante et diversifiée pour son territoire. Des chaînes météos comme The Weather Channel peuvent ainsi offrir au grand public 24h/24 des informations météorologiques région par région. En France, l'information est beaucoup plus parcellaire, car les prévisions spécialisées de Météo France sont payantes.

### Information spécialisée
Les sites américains comme Weather Underground publient les Terminal area forecasts partout dans le monde, en principe destinés aux pilotes de ligne. Pour qui sait décoder ces TAFs, des informations extrêmement utiles peuvent être extraites. Aux États-Unis, l'accès à toutes les données produites par le gouvernement américain non couvertes par le secret défense et donc de la National Oceanic and Atmospheric Administration sont accessibles à tous. Ainsi, les sondages atmosphériques sont disponibles en ligne ainsi que les discussions scientifiques (aux États-Unis seulement et qui sont parfois assez absconses). La référence discute en détail les prévisions météorologiques pour Boulder au pied des montagnes Rocheuses qui comprend un centre de vol à voile et le parc national des montagnes Rocheuses à proximité. Ce parc englobe des montagnes à plus de 3 500 mètres d'altitude.
Ainsi, on peut se faire une idée précise du temps à venir et des incertitudes concernant la prévision et pourquoi. Pour qui sait décoder ces discussions scientifiques, l'information apportée est de grande valeur.
Les pilotes (ou alpinistes) devront accéder aux sondages atmosphériques (s'ils sont disponibles) et s'assurer qu'il y aura de bonnes ascendances mais pas de convection profonde. Ils devront aussi connaître le lifted index qui détermine la sévérité des orages si iceux se forment.